# Sandarna
Sandarna eller Sanna, är en stadsdel och primärområde i stadsområde Centrum i Göteborgs kommun, beläget cirka 4 kilometer sydväst om Göteborgs centrum. Stadsdelen har en areal på 111 hektar.

## Kännetecken
Stadsdelens kännetecken är de ljusa fyrvåningshusen med putsad fasad i funktionalistisk stil. Stadsdelen uppfördes på 1930- och 1940-talet som en fortsättning på bebyggelsen i Kungsladugård, vars äldre byggnadsstil gradvis anpassats till funktionalismen. I övergången mellan stadsdelarna vid Sannaplan byggdes friliggande landshövdingehus i rader utan gårdar. De var de sista landshövdingehusen som byggdes innan den funktionalistiska stilen kom att dominera.

## Belägenhet

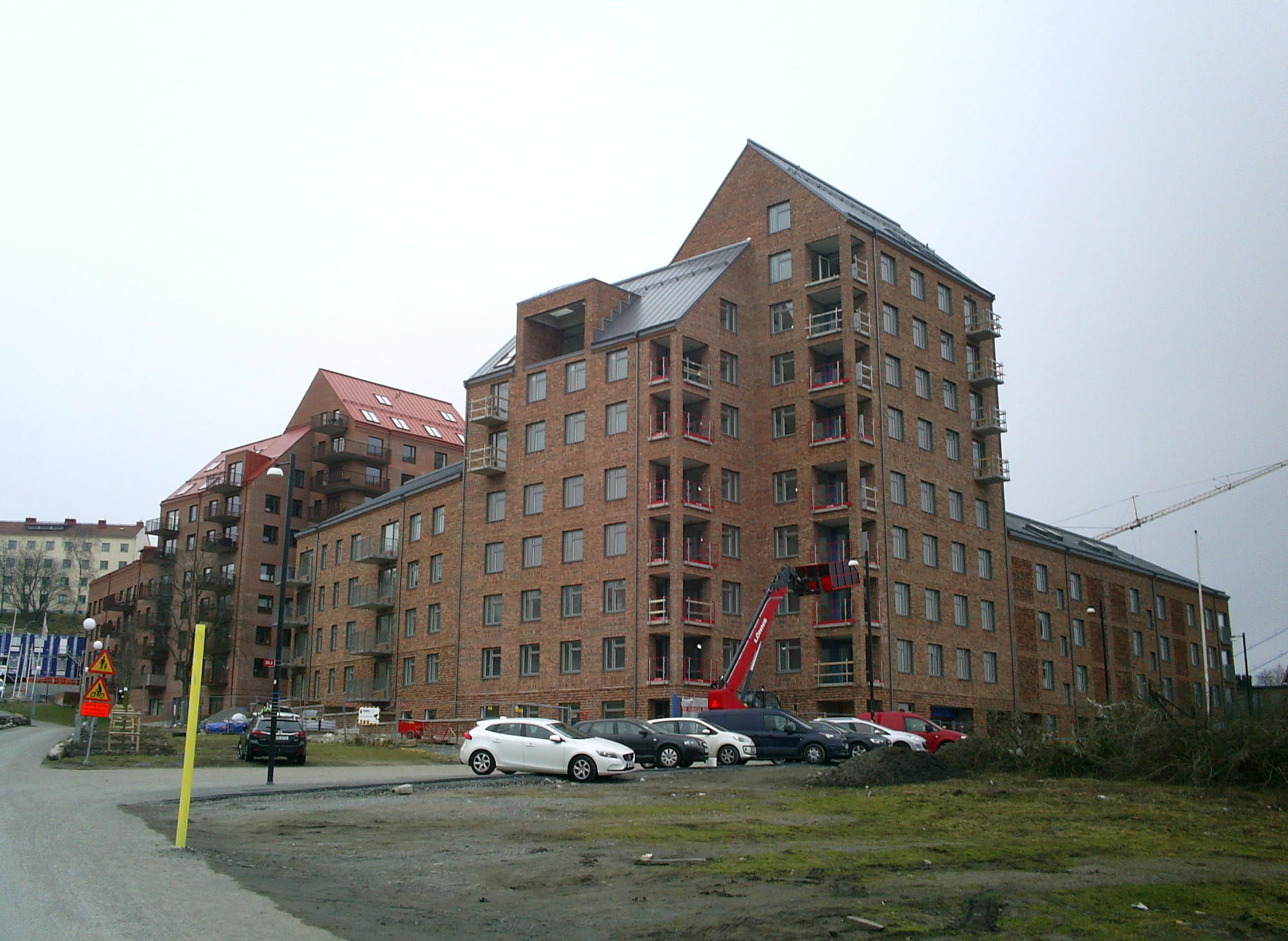
Nybyggen i Sandarna.

Stadsdelen står på en ås som stiger upp från Kungsladugård och Klippan; åsen fortsätter väster om stadsdelen med naturområdet Sjöbergen med tillhörande Sjöbergens koloniområde. Älvsborgsbron har sitt södra fäste uppe på bergen och stadsdelen avgränsas västerut av den tillhörande trafikapparaten.
Stadsdelen avgränsas i söder av den så kallade Sannabacken som egentligen heter Fridhemsgatan, i söder gränsar så stadsdelen till den vidsträckta Västra kyrkogården och längst i väster även till Kungstens industriområde. Gatan utgör vägen från Kungsladugård till Kungsten och här går spårvägsspåren från staden till Saltholmen. Vid backens slut i öster ligger Sannaplan, varifrån vägen och spårvägen fortsätter in i Kungsladugård som Mariagatan. Vid Sannaplan ligger infarten till västra kyrkogården och här övergår stadsdelen i Kungsladugård. På den norra sidan av Mariagatan går dock stadsdelen ytterligare något kvarter fram till Kennedygatan i öster där spårvagnshållplatsen Sannaplan ligger.

## Forntid
Stadsdelen har också givit namn åt Sandarnakulturen som är en period i svensk stenålder. Själva stenåldersboplatsen låg i sluttningen mellan Sannaskolan och spårvagnsstallarna.

## Skolor

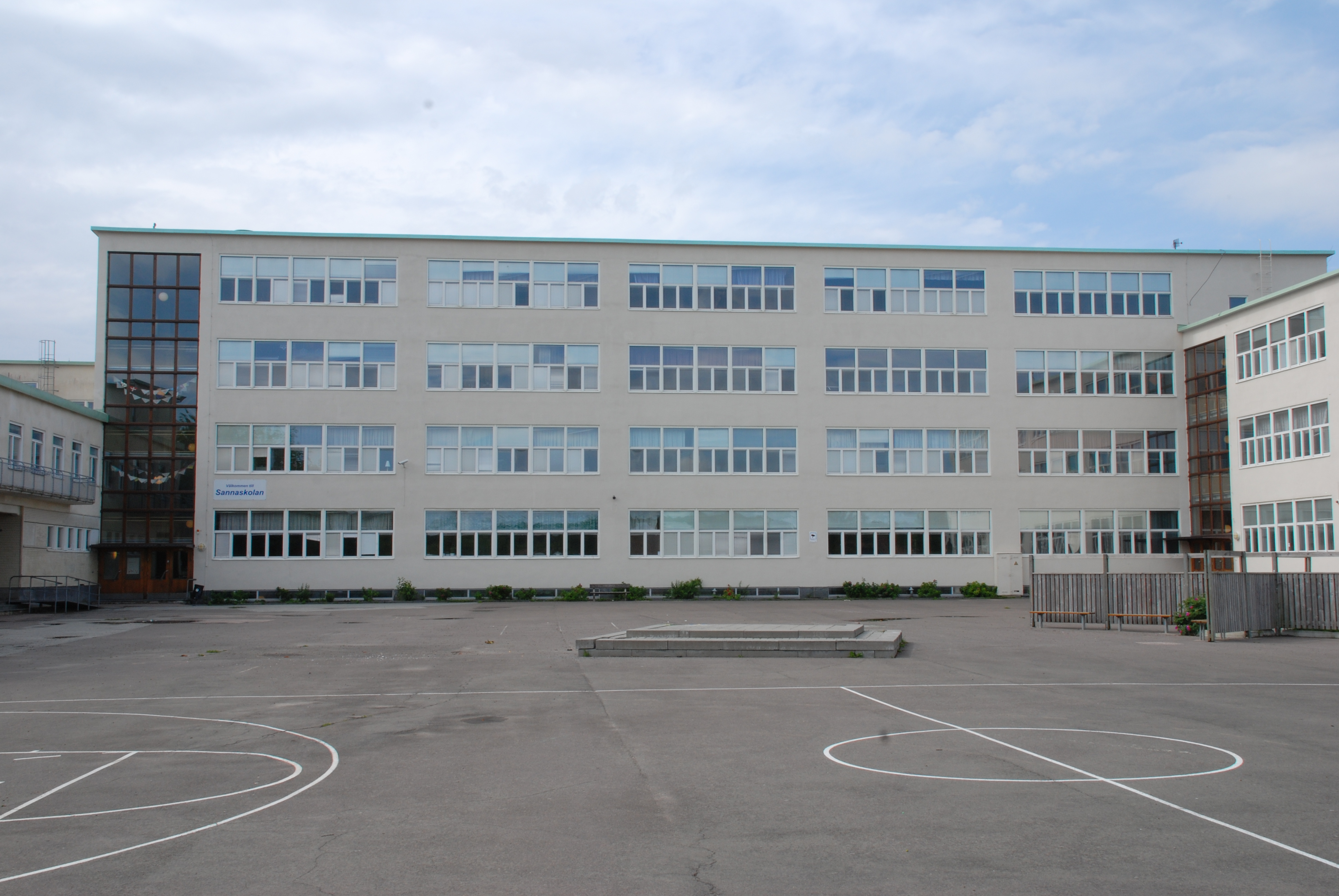
Sannaskolan.

Sannaskolan uppfördes 1941 efter ritningar av arkitekten Åke Wahlberg.

## Gatunamn och torg med mera
- Sven Brolids Väg (2013)[4]

## Byggnadskvarter
- 1 kv. Asperö
- 2 kv. Styrsö
- 3 kv. Orust
- 4 kv. Donsö
- 5 kv. Brännö
- 6 kv. Känsö[5]
- 7 kv. Hönö
- 8 kv. Öckerö
- 9 kv. Köpstadsö
- 10 kv. Vrångö
- 11 kv. Björkö
- 12 kv. Öland
- 13 kv. Gotland
- 14 kv. Rörö
- 15 kv. Hyppeln
- 16 kv. Vargö
- 17 kv. Källö
- 18 kv. Rivö
- 20 kv. Galterö
- 21 kv. Rävholmen
- 22 kv. Kårholmen
- 23 kv. Amundö
- 24 kv. Grötö
- 25 kv. Hälsö
- 26 kv. Stuvö

## Nyckeltal

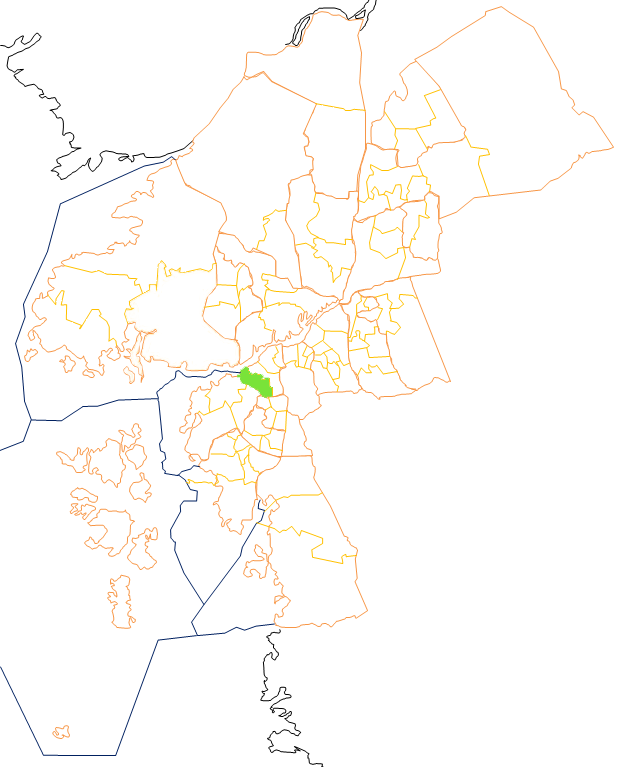
Sanna

Nyckeltalen redovisar statistik som beskriver Göteborg och dess 96 delområden, primärområden, per den 31 december och kan användas för att jämföra de olika områdena. Nedan redovisas uppgifter för primärområdet och jämförelse görs mot uppgifterna för hela kommunen.
|                                                           | Sanna      | Hela Göteborg |
| --------------------------------------------------------- | ---------- | ------------- |
| Folkmängd                                                 | 2 353      | 587 549       |
| Befolkningsförändring 2020–2021                           | +197       | +4 493        |
| Andel födda i utlandet                                    | 16,3 %     | 28,3 %        |
| Andel utrikes födda eller med två utrikes födda föräldrar | 21,1 %     | 38,1 %        |
| Medelinkomst                                              | 267 400 kr | 332 400 kr    |
| Arbetslöshet                                              | 7,2 %      | 6,6 %         |
| Antal ersatta dagar från F-kassan per person (16-64 år)   | 27,9       | 19,5          |
| Andel med eftergymnasial utbildning (minst 3 år)          | 40,5 %     | 37,9 %        |
| Andel bostäder byggda 1941–1950                           | 39,0 %     |               |
| Andel bostäder i allmännyttan                             | 43,7 %     | 25,9 %        |
| Antal färdigställda bostäder 2021                         | 134        |               |
| Andel bostäder i småhus                                   | 0,1 %      | 18,3 %        |

## Stadsområdes- och stadsdelsnämndstillhörighet
Primärområdet tillhörde fram till årsskiftet 2020/2021 stadsdelsnämndsområdet Majorna-Linné och ingår sedan den 1 januari 2021 i stadsområde Centrum.

### Skönlitteratur
- Hesslind, Lars (2008). Älska mej din jävel. Göteborg: Tre Böcker. Libris 11210434. ISBN 978-91-7029-655-0 - Roman byggd på Hesslinds barndom och uppväxt i barnrikehusen i Sandarna.